# Delfino Feroce
De Delfino Feroce is een Britse sportwagen gebouwd door Delfino. De auto is gebouwd op het chassis van een Subaru Impreza en wordt aangedreven door een 4-cilinder boxer motor van de Subaru Impreza.
De auto is te zien in het spel Project Gotham Racing 2  voor de Xbox.